# Липник (притока Дунайця)
Липник (словац. Lipník) — річка в Словаччині, права притока Дунайця, протікає в округах Кежмарок і Стара Любовня.
Довжина — 16.5 км; площа водозбору 80,5 км2. Витік знаходиться на висоті приблизно 720-810 метрів в масиві Списька Маґура (схил гори Горбальова). Протікає територією сіл Страняни; Великий Липник; Галіґовце і Червоний кляштор
Впадає у Дунаєць на висоті приблизно 450-455 метрів.
Притоки
- праві
  - Кичерський потік
  - Шляховський потік
  - Плешня
  - Скальний потік
- ліві
  - Подгай
  - Вітряний потік
  - Шолтиса
  - Леснянський потік